# Conquistadores

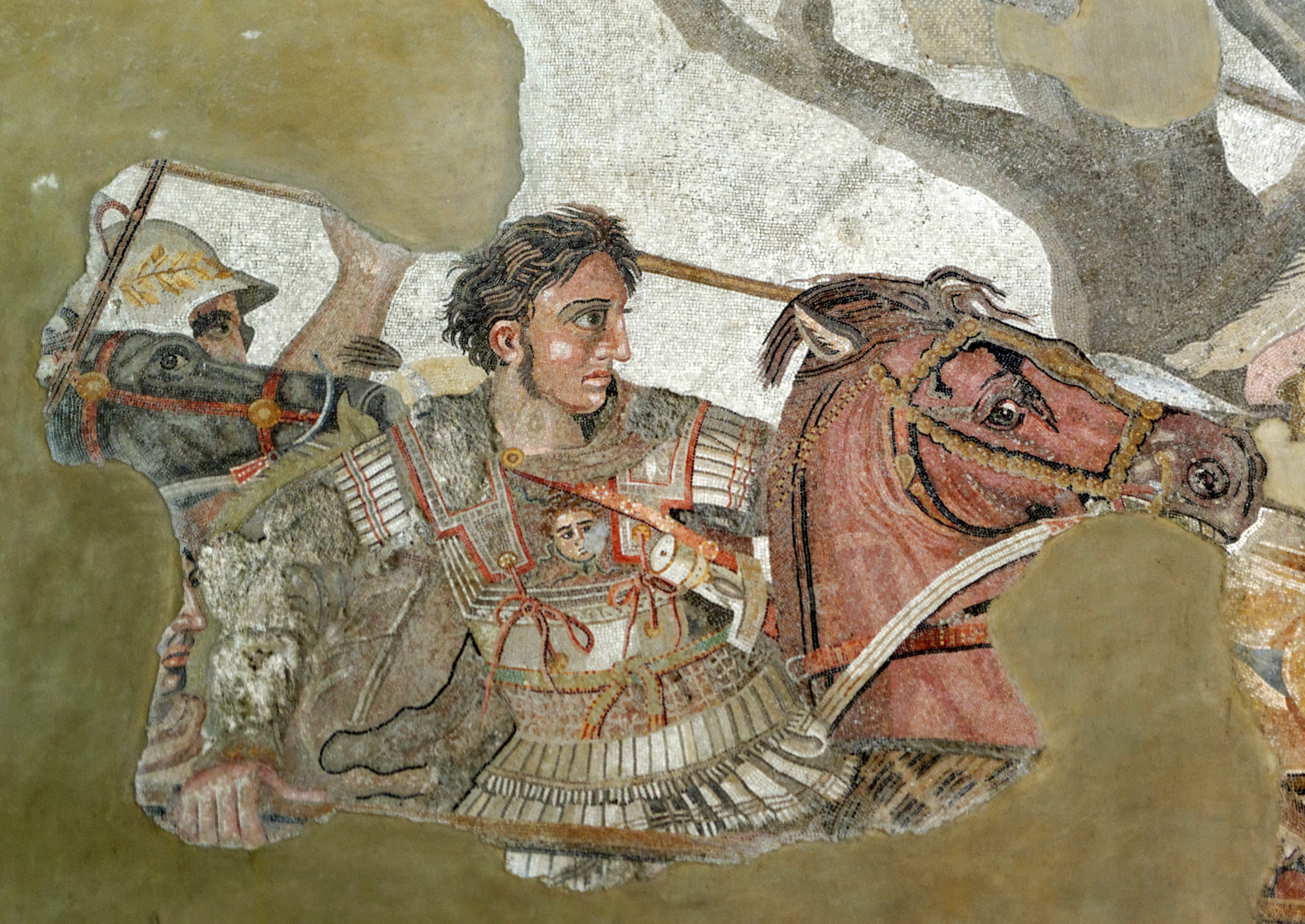
Alejandro Magno ha sido considerado por algunos historiadores el conquistador más importante de la humanidad.

El término conquistadores (del latín conquisitare, de conquisitum, "ganado") suele referirse a aquellos personajes que extendieron, casi siempre a través de operaciones militares, el dominio de un territorio, de una población, de una posición y que, por ende, dirigían los imperios a los que pertenecían. Algunos de los conquistadores más destacados de la historia universal han sido: Ciro II el Grande, Alejandro Magno, Julio César, Atila, Gengis Kan, Tamerlán, Hernán Cortés, Francisco Pizarro, Napoleón Bonaparte y Adolf Hitler. También se suele utilizar la denominación genérica de conquistadores, sobre todo en los idiomas no españoles, para denominar a los exploradores y soldados españoles que conquistaron gran parte de América durante el siglo XVI.

## Conquistadores de la Antigüedad y Medioevo
| CONQUISTADOR            | PERFIL | PAÍS                       | AÑOS                                                                     |
| ----------------------- | --- | -------------------------- | ------------------------------------------------------------------------ |
| Sargón I de Acad        | Sargón de Acadia o Sargón de Acad, también conocido como Sargón el Grande (en acadio Sharrum-kin, "rey legítimo", "rey verdadero") (c. 2270 a. C. – 2215 a. C., según la cronología corta) fue el creador del Imperio acadio. Su descendencia gobernó Mesopotamia durante el siguiente siglo y medio. Su Imperio se extendía desde Elam hasta el mar Mediterráneo incluyendo la región de los ríos Tigris y Éufrates, partes de las modernas Irán, Siria y posiblemente partes de la actual Turquía. | Imperio acadio             | 2270 a. C. – 2215 a. C                                                   |
| Hammurabi               | Fue el sexto rey de Babilonia durante la Primera dinastía de Babilonia desde el año 1792 al 1750 a. C. Ascendió al trono después de la abdicación de su padre, Sîn-Muballit y creó el Imperio Babilónico Las primeras décadas del reinado de Hammurabi fueron bastante pacíficas, y utilizó su poder para llevar a cabo una serie de obras públicas, incluida la mejora de las murallas de la ciudad para propósitos defensivos y la expansión de los templos. Hacia el 1801 a. C. el poderoso reino de Elam, que dominaba importantes rutas comerciales a lo largo de los montes Zagros, invadió la llanura de Mesopotamia y, con la ayuda de aliados de la planicie, destruyó el imperio de Ešnunna y arrasó varias ciudades para imponer su dominio por primera vez en varias zonas del llano. Para consolidarse, Elam intentó provocar una guerra entre el reino babilónico de Hammurabi y el reino de Larsa, pero los regentes de ambos reinos se percataron de ello y firmaron una alianza que consiguió aplastar a los elamitas. A pesar de ello, Larsa no hizo una gran contribución al esfuerzo de guerra, por lo que, enfurecido por la deserción de su aliado en la prestación de ayuda, Hammurabi extendió su poder al sur y se hizo con el control de toda la parte meridional de la llanura mesopotámica en torno al 1763 a. C. Continuando con su expansión, Hammurabi volvió su atención hacia el norte, donde sofocó las revueltas y aplastó a Ešnunna. A continuación los ejércitos babilónicos conquistaron el resto de los estados norteños, incluida Mari, su antigua aliada, aunque es muy posible que esta «conquista» fuera más una simple rendición que un conflicto real. En tan solo unos años, Hammurabi había unificado con éxito toda Mesopotamia bajo su dominio. De todas las grandes ciudades-estado de la región, solo Alepo y Qatna en Siria, al oeste, mantenían su independencia. Sin embargo, una estela de Hammurabi fue encontrada al norte, en Diyarbakır, donde él reclama el título de «Rey de los Amorritas». | Imperio babilónico         | 1810 a. C.-1750 a. C.                                                    |
| Ramsés II               | Fue el tercer faraón de la Dinastía XIX de Egipto, cuyo gobierno duró 66 años. Ramsés acompañó a su padre, Seti I, en campañas militares para sofocar rebeliones en Canaán. También lo secundó en la guerra contra los hititas que habían ocupado los territorios de Siria, tradicionalmente pertenecientes al imperio egipcio, pero perdidos hacía varios años debido a la debilidad del rey Akenatón. Ya como comandante, llevó a cabo una campaña contra Kush (Nubia), en el año 8 del reinado de Seti. Poco después de comenzar su reinado en solitario, Ramsés hubo de reaccionar ante la amenaza de los hititas. Quizás consideraban al nuevo rey más débil que su poderoso padre, pues iniciaron numerosas escaramuzas en las fronteras invadiendo la tierra de Retenu hasta que el ejército egipcio se vio obligado a reaccionar. La primera expedición fue para pacificar Canaán, como paso previo a la conquista de Siria. Fue comandada por el propio rey en el cuarto año, y está relatada en dos estelas, una en Eleuteros y otra en Biblos. Se puede considerar como la precampaña de la batalla de Qadesh. En el quinto año de su reinado el faraón decidió cortar con los ataques hititas, muestra de ello es la célebre batalla de Qadesh, al norte de Siria, donde por fin se encontraron los ejércitos egipcios de Ramsés II con la alianza sirio-hitita del rey Muwatalli II. Según se cuenta, Ramsés hizo caso omiso de los consejos de su visir y sus generales, lo cual causó que cayera en una emboscada de sus enemigos hititas y su ejército se viera gravemente diezmado en territorio desconocido. Las tropas egipcias huyeron del ejército hitita, y Ramsés tuvo que luchar prácticamente solo contra los enemigos guiado por el dios Amón, o eso es lo que él mismo nos dice en los monumentos donde dejó escrita su hazaña (Poema de Pentaur). Los historiadores actuales son más críticos y prefieren pensar que la batalla acabó en tablas (por no decir derrota, ya que no consiguió conquistar la ciudad), y no en una aplastante victoria de Ramsés. Finalmente, Ramsés y Muwatalli II se dieron un respiro y el faraón regresó a las Dos Tierras, donde prosiguió con sus numerosos trabajos de construcción. Tras la muerte de Muwatalli, se desató una lucha por el poder entre su hijo Mursili y su hermano Hattusili I, que Ramsés aprovechó para reafirmar el control en la zona, destacando guarniciones en distintas ciudades. No obstante, la guerra no acabaría hasta la llegada al trono hitita de Hattusili III, el ambicioso sucesor de Muwatalli II, que acabaría con el Tratado de Qadesh firmando la paz con Ramsés II cuando este llevaba unos 25 años en el trono. Ramsés también hizo incursiones en Libia, donde estableció varias colonias y construyó diversas fortalezas para vigilarlas, formando una línea defensiva desde Racotis (actual Alejandría) hasta El Alamein | Imperio Nuevo de Egipto    | 1279 a. C.-1213 a. C.                                                    |
| Ciro II el Grande       | Fundador del Imperio Aqueménida, sus conquistas se extendieron sobre Media, Lidia y Babilonia, desde el Mar Mediterráneo hasta la cordillera del Hindu Kush, creando así el mayor imperio conocido hasta ese momento. El imperio fundado por Ciro mantuvo su existencia durante más de doscientos años, hasta su conquista final por Alejandro Magno (332 a. C.). | Imperio aqueménida         | 590 a. C.-530 a. C.                                                      |
| Cambises II             | fue un rey de Persia entre el 530 y el 523 a. C. de la dinastía aqueménida, hijo y heredero del fundador del Imperio persa, Ciro II el Grande.Tras la conquista de los países asiáticos por Ciro, era esperable que Cambises emprendiera la conquista de Egipto, el único estado independiente que subsistía en Oriente.La guerra comenzó en 525 a. C., cuando al faraón Ahmose II lo sucedió su hijo Psamético III. Cambises había preparado la marcha de su ejército a través del desierto del Sinaí con la ayuda de tribus árabes, que le prepararon depósitos de agua, esenciales para cruzar el desierto. La esperanza del anterior faraón egipcio, Ahmose II, para conjurar la amenaza persa se basaba en una alianza con los griegos. Pero su esperanza fue vana cuando comprobó que el tirano Polícrates de Samos (quien poseía una poderosa flota) decidieron pasarse al bando persa, como también hiciera Fanes de Halicarnaso, comandante de las tropas griegas mercenarias en Egipto, y el egipcio Udjahorresne de Sais, jefe de la flota egipcia. en la decisiva batalla de Pelusio, los persas derrotaron a los egipcios. Poco después, Menfis caía en manos de Cambises. Psamético fue capturado y ejecutado tras intentar una rebelión. Las inscripciones egipcias de este periodo muestran que Cambises adoptó oficialmente los títulos y costumbres de los faraones, si bien es factible creer que no ocultó su desprecio por las costumbres y la religión egipcia | Imperio Aqueménida         | 530 a. C.-523 a. C.                                                      |
| Alejandro Magno         | Alejandro III de Macedonia, llamado el Magno, rey de Macedonia desde 336 a. C. hasta su muerte. Es uno de los líderes militares más importantes de la Historia, por su conquista del Imperio Aqueménida. Tras la unificación de múltiples ciudades-estado de la antigua Grecia bajo el dominio de su padre, Filipo II de Macedonia (tarea que el hijo tuvo que repetir dos veces a causa de la rebelión de los griegos del sur tras la muerte de Filipo), Alejandro conquistó el Imperio Aqueménida, incluyendo Anatolia, Siria, Fenicia, Judea, Gaza, Egipto, Bactriana y Mesopotamia, y amplió las fronteras de su propio imperio hasta la región de Panyab. Antes de su muerte, Alejandro había hecho planes para girar hacia el oeste y conquistar Europa. También quería continuar la marcha hacia el este para encontrar el fin del mundo, ya que su tutor durante su niñez, Aristóteles, le había contado historias sobre el lugar donde la Tierra acababa y empezaba el Gran Mar Exterior. Alejandro integró extranjeros en su ejército y administración, lo que ha sido definido por algunos académicos como una política de fusión. Favoreció el matrimonio entre miembros de su ejército y extranjeras, y lo practicó él mismo. Tras doce años de campañas militares continuas, Alejandro murió, posiblemente de malaria, fiebre tifoidea o encefalitis vírica. Con ello, su dinastía, encarnada en individuos incapaces o de corta edad, llegó a su fin, y su imperio fue repartido entre sus generales, los llamados diádocos (sucesores), pero sus conquistas resultaron en siglos de dominio y colonización griegas sobre áreas lejanas, conocido como período helenístico, una combinación de las culturas griega y mesoriental. | Reino de Macedonia         | Pella, 20-21 de julio de 356 a. C. - Babilonia, 13 de junio de 323 a. C. |
| Aśoka                   | Ashoka Vardhana, Imperio Maurya desde (304-232 a. C.). fue el tercer emperador mauria. Era hijo de Bindusara y nieto de Chandragupta. Reinó sobre la mayor parte del subcontinente indio desde circa 269 a. C. hasta 232 a. C. del actual Afganistán hasta Bengala y también hacia el sur, hasta la actual Mysore. Hacia 260 a. C., conquistó Kalinga en una destructiva guerra, cosa que no había logrado ninguno de sus antecesores. Tras presenciar las matanzas de la guerra, se convirtió gradualmente al budismo. Se le recuerda por los Pilares de Ashoka y los edictos, por enviar monjes budistas a Sri Lanka y Asia Central, y por establecer monumentos que marcan varios lugares significativos en la vida de Buda Gautama. | Imperio Maurya             | 320-185 a. C.                                                            |
| Conquistadores romanos  | La Antigua Roma se forjó mediante una serie de guerras y conquistas que comenzaron con el afianzamiento del poder de Roma en la península itálica —con las victorias en las guerras latinas y las guerras samnitas, hacia el 290 a. C.— y terminaron unos 300 años después con el establecimiento del régimen imperial en el 27 a. C.. Así, no hay un único líder militar al que puedan atribuírsele los méritos de haber labrado todo el Imperio romano; sin embargo, a lo largo de su exitosa historia militar, Roma dio al mundo a algunos de los militares más célebres de la Historia. Roma vivió su período de máximo crecimiento territorial bajo la República romana (509-27 a. C.) Bajo dicho régimen, Roma se vio envuelta en una serie de guerras que hacia el 290 a.c, la habían hecho dueña de Italia. Con el fin de expandir su influencia y garantizarse el control sobre la rica isla de Sicilia y posteriormente el de Hispania, el primer gran conflicto internacional en el que se vio envuelta fue el de las tres guerras púnicas contra Cartago. El general más célebre de la primera guerra (264-241 a. C.), desarrollada en Sicilia, fue del bando enemigo, el general cartaginés Amílcar Barca. Con su derrota, Roma ganó Sicilia y Cerdeña, y se convirtió en una gran potencia mediterránea. En la segunda guerra púnica (219-201 a. C.), Roma se enfrentó a Cartago por el dominio de Hispania y del Mediterráneo. En el conflicto, el más célebre de los tres, se enfrentaron los dos generales del momento: el romano Escipión el Africano, considerado uno de los mejores generales de la Edad Antigua, destacado por su ingenio y perspicacia para engañar al enemigo y motivar a su tropa, [cita requerida]y que fue el único general romano capaz de derrotar al audaz Aníbal. Escipión ganó para Roma toda la costa mediterránea de Hispania, y, mediante la batalla de Zama, se hizo con el control efectivo del África mediterránea occidental. Tras esta guerra, Roma pasaría a ser la principal potencia mediterránea. En la tercera guerra púnica (149-146 a. C.), Cartago fue destruida por Publio Cornelio Escipión Emiliano, famoso por haber ganado el interior de la península ibérica a Roma al vencer las guerras celtíberas (182-133 a. C.) Afianzado su dominio occidental, Roma se centró en el mediterráneo oriental, donde destacaron Lucio Emilio Paulo Macedónico, que anexionó Macedonia (168 a. C.), Mario y Sila, que se hicieron con Numidia en la guerra de Jugurta (112 a. C.-105 a. C.), y que afianzaron la presencia romana en Asia Menor (Sila, en la primera guerra mitridática, 88-85 a. C.) y en el sur de la Galia (Mario en la guerra cimbria, 101 a. C.). Cneo Pompeyo Magno (106-48 a. C.) fue uno de los generales más destacados de la siguiente generación, ganándose el sobrenombre Magno a semejanza de Alejandro de Macedonia. Primeramente reconquistó la Hispania revelada de Quinto Sertorio (77-73 a. C.) y, comandó junto a Lucio Licinio Lúculo las tropas en la tercera guerra mitridática (75-65 a. C.), partió hacia Asia Menor, donde conquistó el Reino del Ponto, Siria, Judea, y toda Asia Menor. También Marco Licinio Craso se destacó por entonces venciendo a Espartaco. Socio político y después enemigo de Pompeyo fue Julio César, sin duda el conquistador romano más célebre, y una de las personalidades históricas de mayor renombre. De gran inteligencia, sagacidad y con una gran capacidad de previsión, Julio César destacó por haber ganado la guerra de las Galias (58-51 a. C.), en la que se enfrentó y derrotó a centenares de tribus galas. En su informe de las mismas, De Bello Gallico, César relata la conquista mediante una serie de astutas estratagemas y unas pocas batallas que lo colocaron en el primer plano como uno de los militares de más éxito y economía de medios de la historia. También provocó, mediante su famoso cruce del río Rubicón, la segunda guerra civil de la República romana (49-45 a. C.), en la que venció a los republicanos encabezados por Pompeyo, y estableció su dictadura personal sobre Roma, al tiempo que convertía a Egipto en un cliente romano. Tras su asesinato (44 a. C.), sus sucesores, Marco Antonio y Octavio Augusto, se enfrentaron entre sí en un conflicto del que salió vencedor el segundo, quien se hizo con el control definitivo del Estado romano y fue proclamado prínceps y emperador que en conflictos anteriores había sido fieles aliados de Roma), Roma controlaba todas las costas mediterráneas, y se adentraba hasta el Danubio y el Rin en el norte, y hasta el río Tigris en el este. Dentro del régimen imperial, destacarían por sus conquistas Claudio, que anexionó Britania y Mauritania (aunque no dirigió personalmente a las tropas, sino que se encargó de la logística y la estrategia general); Vespasiano, que participó en las campañas británicas de Claudio y aplastó una gran revuelta en Galilea. Trajano (53-117), en 106 d. C., pacificó las regiones germánicas por los próximos 200 años; en 115 suprimió la gran revuelta judía en todo Oriente próximo, conquistó Dacia, Arabia Pétrea, Armenia, Mesopotamia, y Asiria, derrotando así al imperio parto, y llevó al imperio romano a su máxima extensión territorial. Aureliano, que heredó un imperio fragmentado (él sólo controlaba Italia meridional y África occidental) y lo reconquistó; Diocleciano, que aplastó a los germanos y reunificó el Imperio; Juliano el Apóstata, que derrotó a los germanos en la Galia, y luego invadió Germania, haciéndoles pagar tributo; Aecio, llamado el último de los romanos que derrotó a Atila en la Batalla de los Campos Cataláunicos (451 d. C.) y recobró los territorios conquistados por aquel. | Antigua Roma               | 290 a. C.-451 d. C.                                                      |
| Cao Cao                 | Cáo Cāo, Wei desde (155 - 220 d. C.). fue el último primer ministro de la dinastía Han de la antigua China. Como figura central del Período de los Tres Reinos, estableció los cimientos de lo que llegaría a ser el reino de Wei (también conocido como Cáo Wèi) y fue póstumamente nombrado Emperador Wu de Wei (魏武帝). Aunque en la cultura popular y en el Romance de los Tres Reinos se le retrata como un personaje cruel y sospechoso, el Cao Cao histórico brilló como gobernante, estratega y poeta. Entre los chinos la figura de Cao Cao es de gran importancia aún hoy en día. Por ejemplo, el dicho "hablando del rey de Roma, que por la puerta asoma", que en castellano se dice cuando aparece de repente alguien a quien se acaba de mencionar, tiene en chino el equivalente de "habla de Cao Cao, y Cao Cao aparecerá" (en chino, 說曹操，曹操到; pinyin, shuō Cáo Cāo, Cáo Cāo dào). | Wei                        | 184-283 d. C.                                                            |
| Atila                   | Atila fue el último y más poderoso líder de los hunos. Gobernó el mayor imperio europeo de su tiempo desde el 434 hasta su muerte. Sus posesiones se extendían desde Europa Central hasta el Mar Negro, y desde el Danubio hasta el mar Báltico. Durante su reinado fue uno de los más acérrimos enemigos de los Imperios romanos Oriental y Occidental: invadió dos veces los Balcanes, estuvo a punto de tomar la ciudad de Roma y llegó a sitiar Constantinopla en la segunda de las ocasiones. Marchó a través de Francia hasta llegar incluso a Orleans antes de que le obligaran a retroceder en la batalla de los Campos Cataláunicos (Châlons-sur-Marne), y logró hacer huir al emperador Valentiniano III de su capital, Rávena, en el 452. Su imperio murió con él y se convirtió en una figura legendaria de la historia de Europa. En gran parte de la Europa Occidental se le recuerda como el paradigma de la crueldad y la rapiña. Algunos historiadores,[cita requerida] en cambio, lo han retratado como un rey grande y noble, y tres sagas escandinavas lo incluyen entre sus personajes principales. | Confederación de los Hunos | 406-453                                                                  |
| Jálid ibn al-Walid      | También conocido como Sayf Allah al-Maslūl (la espada en la mano de Dios), era un Compañero del Profeta Mahoma. Fue notable por sus tácticas y proezas militares, y comandó las fuerzas de Medina durante el gobierno de Mahoma y las fuerzas de sus sucesores inmediatos: Abu Bakr y Úmar ibn al-Jattab. Con su mando militar, por primera vez en la historia estuvo unida Arabia en una entidad política: el Califato. Jálid resultó victorioso en cientos de combates, en muchas ocasiones contra fuerzas numéricamente superiores del Imperio bizantino, el Imperio sasánida, sus aliados y otras tribus árabes. Sus logros estratégicos incluyen la conquista de Arabia, Mesopotamia y la Siria romana desde 632 hasta 636. Es especialmente recordado por sus victorias decisivas en la batalla de Yamama, la de Ullais y la de Firaz, y sus exitosas tácticas en las de Walaŷa y Yarmuk. | Califato ortodoxo          | 584-642                                                                  |
| Carlomagno              | Carlos I era conocido por sus condiciones personales como el Grande (magno), por lo cual fue llamado Carlomagno; fue rey de los francos y fue el fundador del Imperio Carolingio que más tarde se convirtió en el Sacro Imperio Romano Germánico. Su sueño era reconstruir al extinto Imperio romano. Cuando el padre de Carlomagno, Pipino el Breve, murió en el 768, sus reinos fueron divididos entre sus dos hijos Carlomagno y Carlomán. Ambos reyes, fueron proclamados por la Asamblea General de los Francos con la condición de repartirse equitativamente el reino, de la misma manera que Pipino y su hermano lo habían hecho. Carlomagno luchó con diversos pueblos obteniendo la victoria y estableciendo su dominio en la mayor parte de Europa central y occidental. La influencia de Carlomagno fue decisiva durante el Medioevo. En el 770, Carlomagno buscó una alianza con los lombardos y se casó con la hija del rey Desiderio. En el año 771 Carlomán murió repentinamente y Carlomagno se apoderó de sus territorios. No se sabe bien la razón, pero Carlomagno repudió a su esposa y Desiderio, el rey de los lombardos, dejó de ser su aliado. Una de las primeras acciones que emprendió Carlomagno como rey único de los francos fue hacerse eco de la solicitud del papa Adriano I para expulsar a los lombardos de Italia. Fue entonces cuando Carlomagno invadió Italia, derrocó a Desiderio en el 774 y asumió el título real. Adriano I conseguía recuperar las tierras que formarán los Estados Pontificios pero las amenazas continuaban en la península itálica. El duque de Fruil, Rodgauso, se rebeló en el año 776 y Carlomagno volvió a Italia para acabar con la revuelta y una vez sofocados todos los fuegos impuso a su hijo Pipino como rey. | Imperio Carolingio         | ¿Herstal?, 2 de abril de 742, 747 o 748 – Aquisgrán, 28 de enero de 814. |
| Gengis Kan              | Fue un conquistador mongol que, al mando de una confederación de pueblos nómades con un ejército de arqueros a caballo, se caracterizó por conquistar un territorio que se extendía desde Europa Central hasta el sur de Asia, probablemente[cita requerida] el más extenso de la Historia conquistado por un solo hombre. Entre los reinos conquistados se encontraban el de la Imperio Jin en el norte de China (1211-1216), el Imperio tanguta, el Kanato de Kara-Kitai y el Imperio corasmio. Gengis Kan significa en lengua mongol «el emperador de todos los hombres». | Imperio Mongol             | Dulun Boldak, ca. 1162 - Yinchuan, 18 de agosto de 1227                  |
| Jaime I el Conquistador | Hijo de Pedro II el Católico y de María de Montpellier, era el heredero de dos importantes linajes: la Casa de Aragón y el de los emperadores de Bizancio, por parte de su madre. Conquistó Mallorca (1231), Ibiza y Formentera (1236), y Valencia (entre 1229 y 1245), así como también consiguió el vasallaje de Menorca (1231) y Murcia (1243). | Corona de Aragón           | Montpellier, 2 de febrero de 1208 – Alcira, 27 de julio de 1276          |
| Tamerlán                | fue un conquistador, líder militar y político turco-mongol, el último de los grandes conquistadores nómadas del Asia Central.En poco más de dos décadas, este noble musulmán de origen turco y mongol conquistó ocho millones de kilómetros cuadrados de Eurasia. Entre 1382 y 1405 sus grandes ejércitos cruzaron el continente euroasiático desde Delhi hasta Moscú, desde la cordillera Tian Shan del Asia Central hasta los montes Tauro de Anatolia, conquistando y reconquistando, arrasando algunas ciudades y perdonando a otras. Su fama se extendió por Europa, donde durante siglos fue una figura novelesca y de terror. Para algunos pueblos, afectados más directamente por sus conquistas, su memoria, siete siglos después, permanece aún fresca, bien como destructor de ciudades del Oriente Medio, bien como el último gran líder del poder nómada. | Imperio timúrida           | 1336-1405                                                                |
| Mehmet el Conquistador  | Sultán otomano (1451-1481). Hijo de Murat II. Conquistó Constantinopla (1453), lo que significó el fin del Imperio bizantino, la convirtió en la nueva capital del Imperio otomano y la embelleció con nuevas construcciones. A continuación ocupó Serbia (1459) y la Morea septentrional (1460), pero no logró someter a Skanderbeg en Albania. En campañas posteriores estableció la frontera de su imperio en el Danubio, conquistó el archipiélago griego, excepto Rodas, sometió a vasallaje el kanato de Crimea y conquistó Trebisonda. Protegió las artes. | Imperio otomano            | 30 de marzo de 1432 - 3 de mayo de 1481                                  |

## Conquistadores delsigloXVy modernos
| CONQUISTADOR             | PERFIL | PAÍS            | AÑOS                          |
| ------------------------ | --- | --------------- | ----------------------------- |
| Túpac Yupanqui           | Túpac Yupanqui nació en el Cuzco, como hijo del inca Pachacútec y de su esposa la coya Anahuarque. Su nombre se traducía el Resplandeciente y desde temprano fue señalado por su padre Hatun Auqui o príncipe heredero. Tenía 16 años aproximadamente cuando su padre lo designó como correinante. Fue un guerrero nato y expandió las fronteras del Imperio reforzó las fortalezas en el Reino del Cuzco. Fue uno de los mayores conquistadores que haya producido la raza amerindia, aunque su propio hijo Huayna Cápac y posteriormente Atahualpa expandieron las fronteras imperiales más allá de sus dominios. En el siglo XV Túpac conquistó el reino Cañari (Ecuador), llegando a los límites del reino de Quito, siendo otra de sus famosas conquistas, la del Imperio Chimú, integrando al Tahuantinsuyo toda la costa norte del Perú, conquistó casi toda Bolivia y las dos terceras partes de Chile, llegó al este hasta el país de los Mojos. Cruzó dos veces la línea ecuatorial y cuatro el Trópico de Capricornio. Existe también cierta fábula acerca de una supuesta expedición a la Oceanía, que habría zarpado de Manta en procura de dos islas: Ninachumbi, la isla del Fuego, y Ahuachumbi, la isla Alejada, pero la arqueología no apoya tal elucubración. Murió en su palacio de Chinchero, luego de veintidós años de reinado. Sus vasallos lo llamaron Túpac Yaya, Padre de todos los Hombres, por ser el "Señor que tanto los amaba y tanto bien les hacía". También lo nominaron el Grande y el Justiciero. | Imperio inca    | Cuzco, 1441 - Chinchero, 1493 |
| Selim I                  | también conocido como «el Severo» o «el Valiente» (Yavuz, en turco), Atacó y destruyó el Sultanato Mameluco de Egipto en las batallas de Marj Dabiq y Al-Raydaniyya, que permitieron la anexión de Siria, Palestina y Egipto. Igualmente extendió el poder otomano a las ciudades santas de La Meca y Medina. Cuando Egipto y sus provincias árabes fueron conquistadas a los mamelucos, se proclamó a sí mismo como el Jadim ul Haremeyn, «El Criado de los Dos Sagrados Lugares Santos», en vez de Hakim ul Haremeyn, «El Gobernador de los Dos Sagrados Lugares Santos». Los Sagrados Lugares Santos hacen referencia a la Gran Mezquita en La Meca y la Mezquita del Profeta Mahoma en Medina. Estos son los sitios más sagrados en el Islam. Tal y como su abuelo Fatih Mehmet, también reclamó para sí el título de Califa (en árabe significa el «sucesor» de Mahoma), «El guardián del Islam», un título que considera a su portador como el principal gobernante civil y religioso de todo el islam, tanto chiita como Suní. Selim decidió declarar la guerra al Imperio Safávida de Persia, cuyo gobernante, el Sah Ismail I, había reclamado para sí dicho título de califa. La campaña militar que siguió fue un triunfo total para Selim, cuya solidez y bravura superaron la pusilanimidad e insubordinación en su contra de los jenízaros, las tropas de la Sublime Puerta, sus más experimentados combatientes que en ese momento no estuvieron a la altura de las circunstancias. | Imperio otomano | 1470 - 1520                   |
| Conquistadores españoles | Entre el historicismo y la historiografía se considera vulgarmente como conquistadores españoles a los exploradores y guerreros que actuaron durante las empresas catalogadas heterogéneamente como Época de La Conquista. Estos militares españoles, denominados en España Gentes de Guerra, pues estaban bajo el designio de sus reyes, participaron en la incorporación, pacífica y con guerra, de una gran parte del continente Americano a la corona de Castilla. Estas misiones militares, complementadas con otras religiosas, científicas, económicas y estamentales, constituyeron al histórico Imperio Español. El inicio de un viaje realizado en 1492, por un científico y marino renacentista llamado Cristóbal Colón, culminó con el descubrimiento Universal de la última «gran parte» desconocida del planeta tierra, la consiguiente exploración, y finalmente la conquista española en la América, denominada por estos, Indias Occidentales. Este hecho se verificó con la exploración de seis islas, que se nominaron al español, y una línea de costa, en forma de V, que se refirió llanamente como «Tierra firme». - Extracto de la historia del descubrimiento de las nuevas islas de las Canarias Indianas, sacada de una carta de Cristóbal Colón, y transliterada del latín en versos vulgares a petición del caballero Juan Felipe de Ligniame, fechado a 15 de junio de 1493 en Roma y que adquirió Fernando Colón en la misma ciudad cerca de octubre de 1512, costándole un quatrín: A la primera isla que descubrí, mandé llamarla S. Salvador, y a la segunda Concepción de María, en honor suyo; a la tercera bauticé con el nombre de vuestra señoría, llamando Fernandina a tan bella isla; a la cuarta hice nombrar Isabela, por consideración a reina tan esclarecida; a la quinta quise denominar Juana, y a la sexta parecióme justo y conveniente apellidarla Española. Tales son, señor mío, los nombres de las islas descubiertas en la India, de las cuales, así como de otras, voy a daros algunas noticias. He recorrido trescientas veinte millas, y llegado al término de mi navegación con el santo olivo. De la Juana a la Española, mide el mar cincuenta y cuatro millas de anchura... La capital política y militar de este conjunto de islas se estableció en la isla La Española (hoy compartida por Haití y República Dominicana), en cuanto comenzaron los primeros ataques de corsarios, franco-anglos, se construyó aquí una plaza fuerte, la primera en toda la América. Desde allí, Juan Ponce de León conquistó Puerto Rico y Diego Velázquez de Cuéllar conquistó Cuba. La primera fundación en el continente, «tierra firme», fue Santa María la Antigua del Darién entre Colombia y Panamá, realizada por Vasco Núñez de Balboa en 1512. En 1519 Hernán Cortés al mando de un ejército español-totonaca-tlaxcalteca guerreó al Imperio azteca derrotándolo en 1521. El hecho es conocido como la Conquista de México y dio lugar a la formación de un reino, el Virreinato de Nueva España. En 1531, después de dos expediciones fallidas, Francisco Pizarro dio inicio a la Conquista del Perú, también afectada por entonces por una gran epidemia de viruela, que al igual que en México había diezmado el Inca y llevado al imperio a una guerra civil. Pizarro emboscó al Inca Atahualpa para luego asesinarlo y comenzar a tomar control del imperio, que nunca llegó a ser completo, pues durante toda la etapa de implantación de colonias continuarían los focos de resistencia, las zonas libres y las insurrecciones quechuas. Simultáneamente con la conquista se produjo una notable reducción de la población indígena, llegando a desaparecer completamente en algunos casos. Distintos investigadores y sectores han planteado el fenómeno (mientras la comunidad científica lo resuelve) como un dilema historicista: genocidio o enfermedades traídas de Europa, o a una combinación sincrética de ambos factores. A diferencia de otros países Europeos los conquistadores españoles no tuvieron prejuicios para mezclarse con la población nativa. Una práctica habitual de los pueblos nativos por ejemplo, era ofrecer, tras una derrota militar, como signo de amistad y en señal de paz, a sus mujeres para "hacer generación", es decir, tener descendencia, inaugurar un nuevo linaje, con sus nuevos aliados. | Imperio español | 1492 - 1531                   |
| Solimán el Magnífico     | Lideró personalmente al ejército otomano en la conquista de Belgrado, Rodas y la mayor parte de Hungría, así como en el sitio de Viena y los territorios anexionados del norte de África, como Argelia y Túnez, y la mayor parte del Oriente Medio. Durante su gobierno, los otomanos tuvieron una breve preponderancia en los mares Mediterráneo y Rojo, lo mismo que en el golfo Pérsico. El imperio continuó expandiéndose durante casi un siglo después de su muerte. Al final de su reinado, tenía unos 40 millones de habitantes. Protegió y buscó el desarrollo de las ciencias y las artes, y acogió a numerosos filósofos. Fue mencionado como uno de los más notables poetas musulmanes. En el mundo occidental es conocido con el apelativo el «Magnífico» y en el mundo islámico como el «Codificador» o el «Legislador» (en turco Kanuni; árabe: القانونى, al-Qānūnī), debido a la profunda reforma que introdujo en el sistema legal otomano. | Imperio otomano | 1494 - 1566                   |
| Iván IV de Rusia         | Es considerado como uno de los creadores del Estado ruso. Sus mayores aportes a su país fueron la conquista de Siberia llevada a cabo por Yermak Timoféyevich, la creación de un nuevo código legal, el Sudébnik, la centralización del poder en la capital, la creación del Zemski Sobor y la Opríchnina, la conquista de los janatos tártaros de Kazán y Astracán y grandes reformas internas, como la reforma del ejército y la revisión del código legal. | Zarato ruso     | 1530 - 1584                   |

## Conquistadores delsigloXVIIIy contemporáneos
| CONQUISTADOR                          | PERFIL | PAÍS                   | AÑOS                                 |
| ------------------------------------- | --- | ---------------------- | ------------------------------------ |
| Arthur Wellesley, duque de Wellington | Nació en Irlanda en 1769, pasó a la memoria por ser el hombre que derrotó definitivamente a Napoleón Bonaparte en la batalla de Waterloo. Al inicio de la Guerra de la Independencia marchó a Portugal, derrotando a las tropas napoleónicas. En 1812 tomó Ciudad Rodrigo y partió a la empobrecida capital de España. Aquí hizo proclamar la Constitución a pesar de no ser de su agrado. Wellington se opuso a las Cortes de Cádiz y a la Constitución promulgada en 1812, manteniéndose partidario de la restauración del absolutismo del rey Fernando VII. Aparte de que estando al mando supremo de las tropas angloespañolas, las Cortes de Cádiz le concedieron el 20 de enero la grandeza de España y el título de Conde de Ciudad Rodrigo. | Reino Unido            | 1769 en Irlanda - 1852 en Inglaterra |
| Napoleón Bonaparte                    | Fue emperador de Francia y Rey de Italia después de la Revolución francesa. Ha comandado campañas bélicas muy exitosas, aunque con derrotas igual de estrepitosas. Sus guerras de conquista se convirtieron en las mayores guerras conocidas hasta entonces en Europa, involucrando a un número de soldados jamás visto en los ejércitos hasta entonces. Durante el periodo de poco más de una década, adquirió el control de casi todo el occidente y parte central de Europa por conquistas o alianzas y solo fue tras su derrota en la Batalla de las Naciones cerca de Leipzig en octubre de 1813 que se vio obligado a abdicar unos meses más tarde. Regresó a Francia en lo que es conocido como los "Cien Días" y fue decisivamente derrotado en la Batalla de Waterloo en Bélgica, el 18 de junio de 1815. | Primer Imperio francés | 1769 - 1821                          |
| Adolf Hitler                          | Conquistó casi toda Europa en el siglo XX. Adolf Hitler (1889-1945), político alemán de origen austriaco, estableció un régimen nacionalsocialista en el que recibió el título de reichskanzler (canciller imperial) y führer (caudillo, líder o guía). En esa condición apoyó el franquismo en España y el fascismo en Italia, y conquistó primero Austria y los Sudetes y luego Checoslovaquia, en 1938. Al año siguiente conquistó Polonia en 1939, desencadenando la Segunda Guerra Mundial, en cuyo transcurso conquistaría también Holanda, Bélgica, Francia, Crimea, Noruega, Dinamarca y países del este y ordenaría el Holocausto del pueblo judío. La expansión de sus conquistas fue frenada por la Unión Soviética en la Batalla de Stalingrado en 1942-1943. La entrada de Estados Unidos en la guerra debido al ataque de Japón, lo llevó también a integrar el grupo de aliados contra Hitler. Terminó suicidándose pocas horas antes de que su refugio en Berlín cayera en manos soviéticas. | Alemania nazi          | 1889 - 1945                          |

## Cultura popular
Existen numerosos juegos que incluyen a los llamados conquistadores de la historia universal. Juegos de estrategias en tiempo real para PC, como Total War, Age of Empires II y Empire Earth: The conquerors.
Se conocen juegos de mesa, como Nabuko Generales y Conquistadores. Este último Juego fue creado en Argentina y cuenta con 48 personajes históricos reales como Napoleón, Hammurabi, Escipión el Africano, Ulysses Grant, Alejandro Magno, Wellington, Patton, Rommel, Ciro el Grande, Atila, Gengis Kan, entre otros.